# Санчайлд 202
Санчайлд 202 (англ. Sunchild 202) — індіанська резервація в Канаді, у провінції Альберта, у межах муніципального району Клірвотер.

## Населення
За даними перепису 2016 року, індіанська резервація нараховувала 749 осіб, показавши зростання на 10,6%, порівняно з 2011-м роком. Середня густина населення становила 14 осіб/км².
З офіційних мов обидвома одночасно володіли 5 жителів, тільки англійською — 745. Усього 225 осіб вважали рідною мовою не одну з офіційних, з них усі — одну з корінних мов.
Працездатне населення становило 47,4% усього населення, рівень безробіття — 26,7%.
Середній дохід на особу становив $21 131 (медіана $15 008), при цьому для чоловіків — $17 411, а для жінок $24 747 (медіани — $11 312 та $19 040 відповідно).
20% мешканців мали закінчену шкільну освіту, не мали закінченої шкільної освіти — 56,8%, 24,2% мали післяшкільну освіту, з яких 13% мали диплом бакалавра, або вищий.
| Статево-вікова структура населення | Статево-вікова структура населення | Статево-вікова структура населення | Статево-вікова структура населення | Статево-вікова структура населення |
| ---------------------------------- | ---------------------------------- | ---------------------------------- | ---------------------------------- | ---------------------------------- |
|                                    |                                    |                                    |                                    |                                    |
| Всього                             | Всього                             | 50,7%49,3%                         |                                    |                                    |
| 0 — 14 років                       | 0 — 14 років                       |                                    | 36%                                | 36%                                |
| 15 — 64 років                      | 15 — 64 років                      |                                    | 60,7%                              | 60,7%                              |
| 65 і більше                        | 65 і більше                        |                                    | 3,3%                               | 3,3%                               |
| Середній вік (років)               | Середній вік (років)               | 25,827,4                           | 26,6                               | 26,6                               |
| Медіана (років)                    | Медіана (років)                    | 20,723,2                           | 21,5                               | 21,5                               |
| — чоловіки — жінки                 |                                    |                                    |                                    |                                    |

| Походження мешканців:     | Походження мешканців:     | Походження мешканців: | Походження мешканців: | Походження мешканців: |
| ------------------------- | ------------------------- | --------------------- | --------------------- | --------------------- |
| Походження                |                           |                       | осіб                  | %                     |
| Корінні американці        | Корінні американці        |                       | 730                   | 97.99%                |
| Інше північноамериканське | Інше північноамериканське |                       | 15                    | 2.01%                 |
| Європейське               | Європейське               |                       | 90                    | 12.08%                |
| британське                | британське                |                       | 35                    | 4.7%                  |
| французьке                | французьке                |                       | 40                    | 5.37%                 |

## Клімат
Середня річна температура становить 2,8°C, середня максимальна – 21,5°C, а середня мінімальна – -19,7°C. Середня річна кількість опадів – 434 мм.
| Клімат поселення                              | Клімат поселення | Клімат поселення | Клімат поселення | Клімат поселення | Клімат поселення | Клімат поселення | Клімат поселення | Клімат поселення | Клімат поселення | Клімат поселення | Клімат поселення | Клімат поселення | Клімат поселення |
| Показник                                      | Січ.             | Лют.             | Бер.             | Квіт.            | Трав.            | Черв.            | Лип.             | Серп.            | Вер.             | Жовт.            | Лист.            | Груд.            |                  |
| Середній максимум, °C                         | −6,7             | −3,21            | 1,90             | 10,72            | 16,98            | 21,11            | 21,54            | 20,87            | 15,58            | 9,62             | −0,09            | −6,38            |                  |
| Середня температура, °C                       | −13,2            | −9,7             | −4,58            | 4,20             | 10,50            | 14,60            | 16,67            | 16,00            | 10,70            | 4,78             | −4,96            | −11,24           |                  |
| Середній мінімум, °C                          | −19,7            | −16,2            | −11,08           | −2,26            | 4,00             | 8,11             | 11,80            | 11,12            | 5,84             | −0,11            | −9,82            | −16,11           |                  |
| Норма опадів, мм                              | 20               | 13               | 19               | 26               | 43               | 79               | 81               | 60               | 40               | 18               | 18               | 17               |                  |
| Середньомісячна швидкість вітру, м/с          | 3.56             | 3.50             | 3.60             | 3.90             | 4.00             | 3.68             | 3.35             | 3.20             | 3.34             | 3.50             | 3.70             | 3.60             |                  |
| Середньомісячна сонячна радіація, кДж/м²·день | 3787             | 7385             | 12439            | 17444            | 20798            | 22178            | 22622            | 18969            | 12992            | 7851             | 4004             | 2810             |                  |
| --------------------------------------------- | ---------------- | ---------------- | ---------------- | ---------------- | ---------------- | ---------------- | ---------------- | ---------------- | ---------------- | ---------------- | ---------------- | ---------------- | ---------------- |
| Джерело:                                      |                  |                  |                  |                  |                  |                  |                  |                  |                  |                  |                  |                  |                  |